# Choerades isshikii
Choerades isshikii là một loài ruồi trong họ Asilidae. Choerades isshikii được Matsumura miêu tả năm 1916. Loài này phân bố ở vùng Cổ Bắc giới và châu Á.